# Otoba gordoniifolia
Otoba gordoniifolia är en tvåhjärtbladig växtart som först beskrevs av Dc., och fick sitt nu gällande namn av Alwyn Howard Gentry. Otoba gordoniifolia ingår i släktet Otoba och familjen Myristicaceae. Inga underarter finns listade i Catalogue of Life.